# Conclave de 1521-1522
O conclave papal que ocorreu entre 1521 e 1522 deu como resultado a eleição do Papa Adriano VI para suceder ao Papa Leão X. O conclave se caracterizou no princípio pelas candidaturas dos cardeais Giulio de’ Medici e Alessandro Farnese, embora os Colonna e outros cardeais frustraram suas aspirações.
O número de cardeais eleitores (39) e a longa duração da sede vacante aumentou o custo do conclave, inclusive com o excesso dos fundos distribuídos por Carlos V, Sacro Imperador, Francisco I da França e Henrique VIII de Inglaterra para promover a seus candidatos.
Adriano VI foi o último papa eleito não-italiano até a eleição de Karol Wojtyła, mais de 450 anos depois, e foi o último eleito que não estava presente no conclave.

Brasão papal de Sua Santidade o papa Adriano VI

## Antecedentes
Havia 39 cardeais eleitores, sendo que somente 3 deles não eram da Itália (dois espanhóis e um suíço). Nove não-italianos não assistiram (em comparação com só um italiano) apesar da longa demora na troca do governo papal. Isso se deveu à captura de um cardeal no seu caminho a Roma pelo que houve um resgate. Entretanto, os agentes de Carlos V, Francisco I e Henrique VIII  começaram a distribuir grandes somas de dinheiro aos cardeais para suborná-los.
A opção preferida de Henrique VIII era Thomas Wolsey (para quem estava disposto a gastar 100.000 ducados), apesar de achar que Giulio de’ Medici (futuro papa Clemente VII) também era aceitável. Henrique VIII perguntou a Carlos V (com quem se aliou) se dava seu apoio a Wolsey e enviava seu exército a Roma. Inclusive grande parte dos subornos dos monarcas foram menores que o custo do conclave, e inclusive a tiara papal foi hipotecada para o financiamento da eleição, e só alguns poucos cardeais italianos sequer considerariam a um não-italiano na Cátedra de Pedro.
Carlos V finalmente deu seu apoio aos Medici no lugar de Wolsey, apesar de que sua decisão foi criticada por muitos, já que era cardeal-sobrinho de Leão X e o Sacro Colégio temia um papado hereditário.
Francisco I apoiou a eleição de um papa francês, respaldado por um milhão de ecus de ouro, ainda que não esteja claro se realmente enviou os fundos a Roma. De fato, os agentes de Francisco I centraram sua atenção nos candidatos italianos "afrancesados", principalmente os três venezianos.
Medici, por sua parte, entrou no conclave com quinze ou dezesseis partidários, mas poucas possibilidades de conseguir votos adicionais.

### Ospapabiles
Os corredores de apostas de Roma ofereceram apostas nos papabiles: um dos primeiros exemplos de jogos de azar baseado nas eleições papais. As apostas eram de:
- Giulio de’ Medici: 25 a 100
- Alessandro Farnese: 20 a 100

## Cardeais votantes
Participaram dos escrutínios os seguintes cardeais:

## O conclave

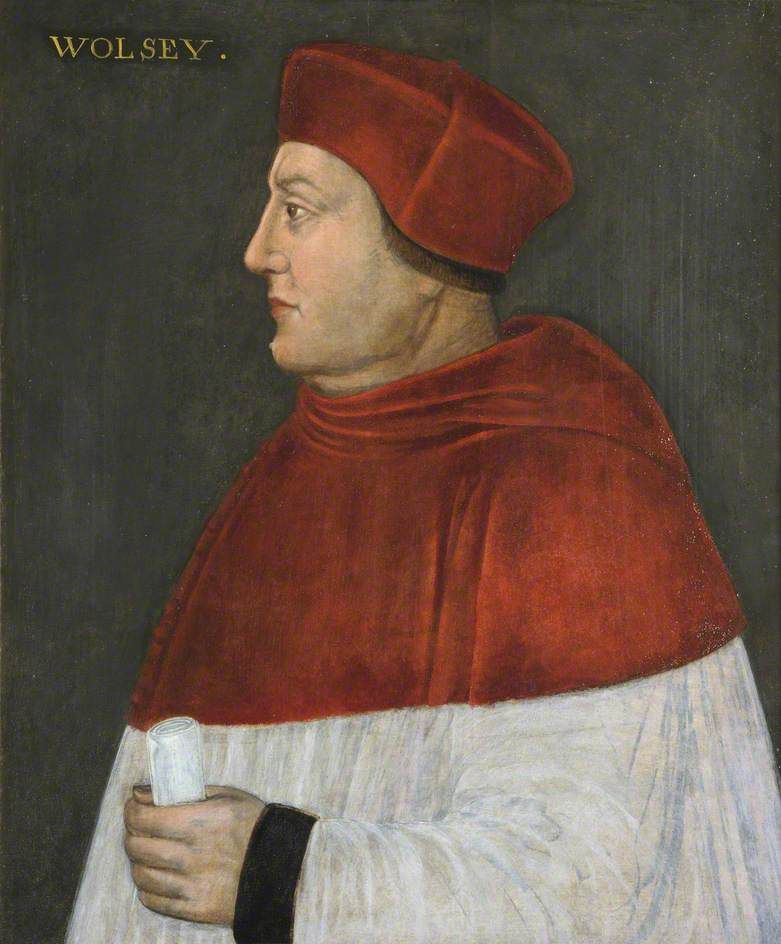
Cardeal
Thomas Wolsey

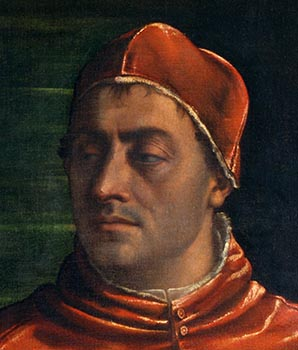
Cardeal
Giulio de’ Medici

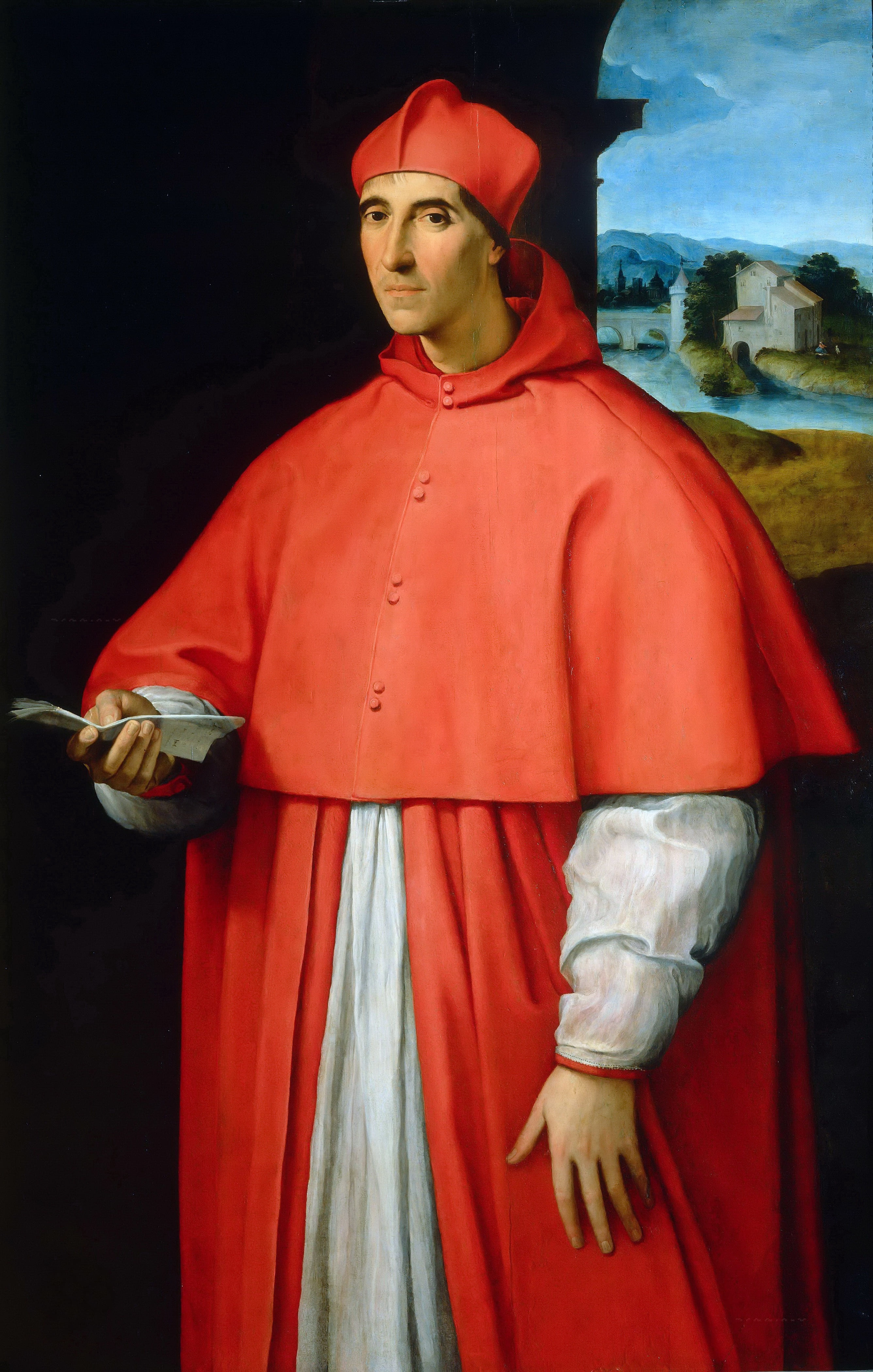
Cardeal
Alessandro Farnese

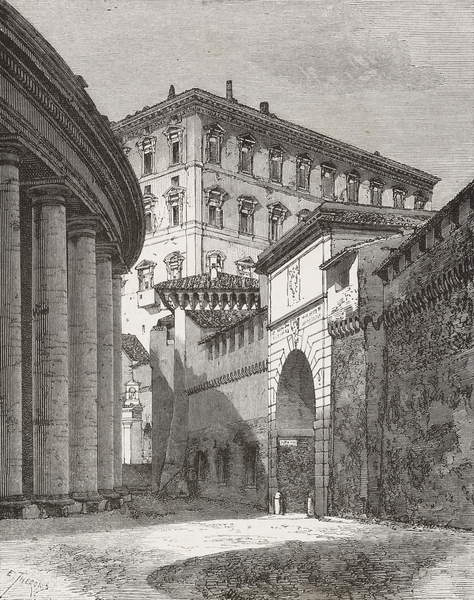
Palácio Apostólico Vaticano, lugar da eleição.